# Арейон
Арейо́н, також Аріон (грец. Αρίων) — син Посейдона та Деметри, божественний безсмертний кінь, здатний розмовляти. Арейоном володіли Онк, Геркулес і Адраст.

## У міфах
Коли закоханий Посейдон переслідував засмучену втратою дочки Деметру, вона перетворилася на кобилу і сховалася серед коней. Посейдон обернувся на коня й оволодів Деметрою, внаслідок чого вона народила Арейона. Також від Посейдона Деметра народила й сестру Арейона — Деспойну. Проте за словами поета Антімаха, Арейон був сином Геї. За іншими переказами, Арейона народили герпії від Посейдона чи Зефіра; або Посейдон створив Аріона, коли змагався з Афіною.
Від Посейдона кінь пройшов через руки Копрея, Онка й Геракла до Адраста.